# Kasim Bazar
Kasim Bazar é uma vila no distrito de Murshidabad, no estado indiano de Bengala Ocidental.

## Demografia
Segundo o censo de 2001, Kasim Bazar tinha uma população de 10 175 habitantes. Os indivíduos do sexo masculino constituem 52% da população e os do sexo feminino 48%. Kasim Bazar tem uma taxa de literacia de 78%, superior à média nacional de 59,5%: a literacia no sexo masculino é de 83% e no sexo feminino é de 72%. Em Kasim Bazar, 9% da população está abaixo dos 6 anos de idade.